# アビティビ川

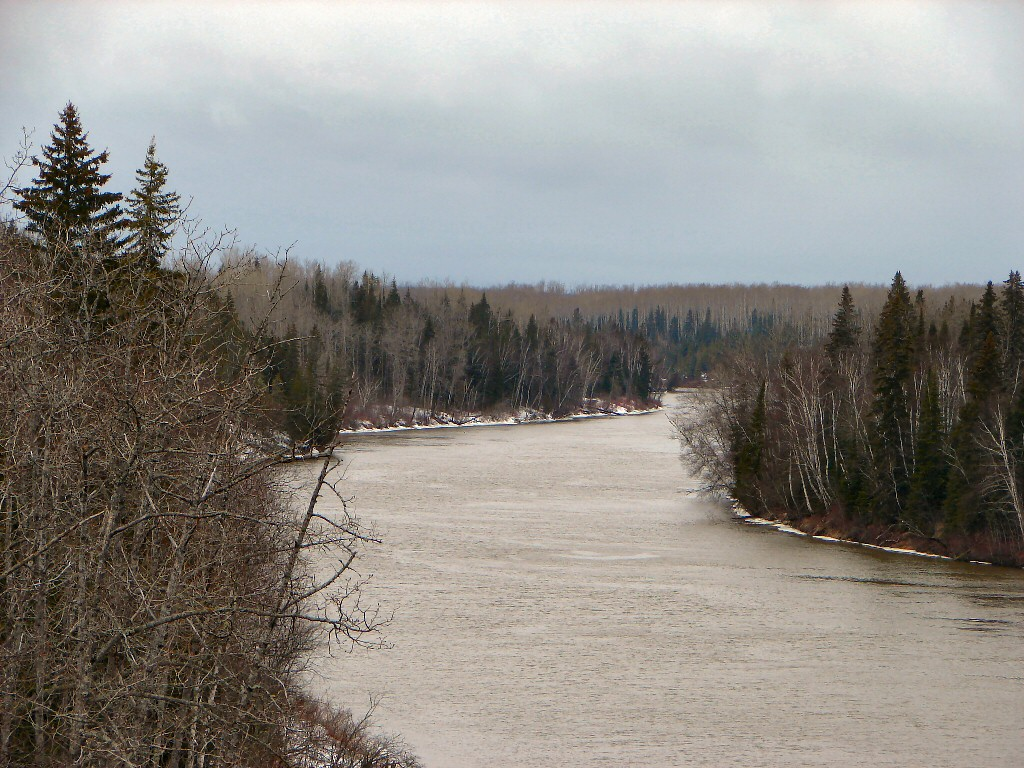
アビティビ川

アビティビ川（アビティビがわ、Abitibi River）は、カナダのオンタリオ州北東部を流れる全長540kmの川で、ジェームズ湾へ注ぐムース川の支流である。
オンタリオ州とケベック州の境界にあるアビティビ湖から北西に流れてムース川に合流する。
この川はハドソン湾会社にとって重要な毛皮の交易ルートであった。現在はこの深い森林地帯ではパルプと紙の製造が重要な産業となっている。
オンタリオ州イロコイフォールズの町を経由する。この町の名前は近くにある滝に由来している。
アビティビキャニオンに水力発電所がある。

## 支流
- リトルアビティビ川
- フレデリックハウス川
- ブラック川